# Rodameuschel (Frauenprießnitz)
Rodameuschel ist ein Ortsteil der Gemeinde Frauenprießnitz im Saale-Holzland-Kreis in Thüringen mit etwa 80 Einwohnern.

## Geographie
Rodameuschel liegt etwa 800 Meter vom rechten Ufer der Saale entfernt in einer Höhe von 200 m. Der Hauptort Frauenprießnitz liegt etwa drei Kilometer südöstlich. Die nächstgelegene Stadt ist Camburg, sie befindet sich nur einen Kilometer nordwestlich. An der Ortslage Rodameuschel führt die Bundesstraße 88 direkt vorbei.

## Geschichte
1227 ist das Dorf urkundlich ersterwähnt worden.  Grund war die Stiftung einer Kirche im Ort durch Volkmar von Camburg-Hain. Zuvor war Rodameuschel nach St. Petersberg gepfarrt. Archäologische Grabungen im 19. Jahrhundert erbrachten durch Funde aus der jüngeren Steinzeit und Bronzezeit Hinweise auf die frühe Siedlungsgeschichte der Umgebung.
Rodameuschel gehörte zum wettinischen Amt Camburg, welches aufgrund mehrerer Teilungen im Lauf seines Bestehens unter der Hoheit verschiedener wettinischer Herzogtümer stand. Erstmals werden in der Zeit um 1420 Einwohner namentlich erwähnt. 1826 kam der Ort als Teil der Exklave Camburg vom Herzogtum Sachsen-Gotha-Altenburg zum Herzogtum Sachsen-Meiningen. Mitte des 19. Jahrhunderts besaß der Schriftsteller Carl (Karl) von Voß ein Gut im Ort.
Von 1922 bis 1939 gehörte der Ort zur Kreisabteilung Camburg. Noch vor dem Zweiten Weltkrieg gab es im Ort zwei Rittergüter. Im Jahr 1923 bewirtschaftete Max Langbein ein Gut mit 177 ha Wirtschaftsfläche. Die Güter wurden unter der sowjetischen Besatzung entschädigungslos enteignet.